# Cyttaria pallida
Cyttaria pallida är en svampart som beskrevs av Rawlings 1956. Cyttaria pallida ingår i släktet Cyttaria och familjen Cyttariaceae.   Inga underarter finns listade i Catalogue of Life.